# 653
653 foi um ano comum do século VII que teve início e terminou a uma terça-feira, segundo o Calendário Juliano. A sua letra dominical foi F. Segundo o horóscopo chinês, foi o ano do Boi.
| Ano completo                       |
| ---------------------------------- |
| Ano comum com início à terça-feira |

## Mortes
- Quindasvinto, rei visigótico da Hispânia.
- O VIII Concílio de Toledo aprova a perseguição aos judeus.